# Ukrainische Sowjetenzyklopädie

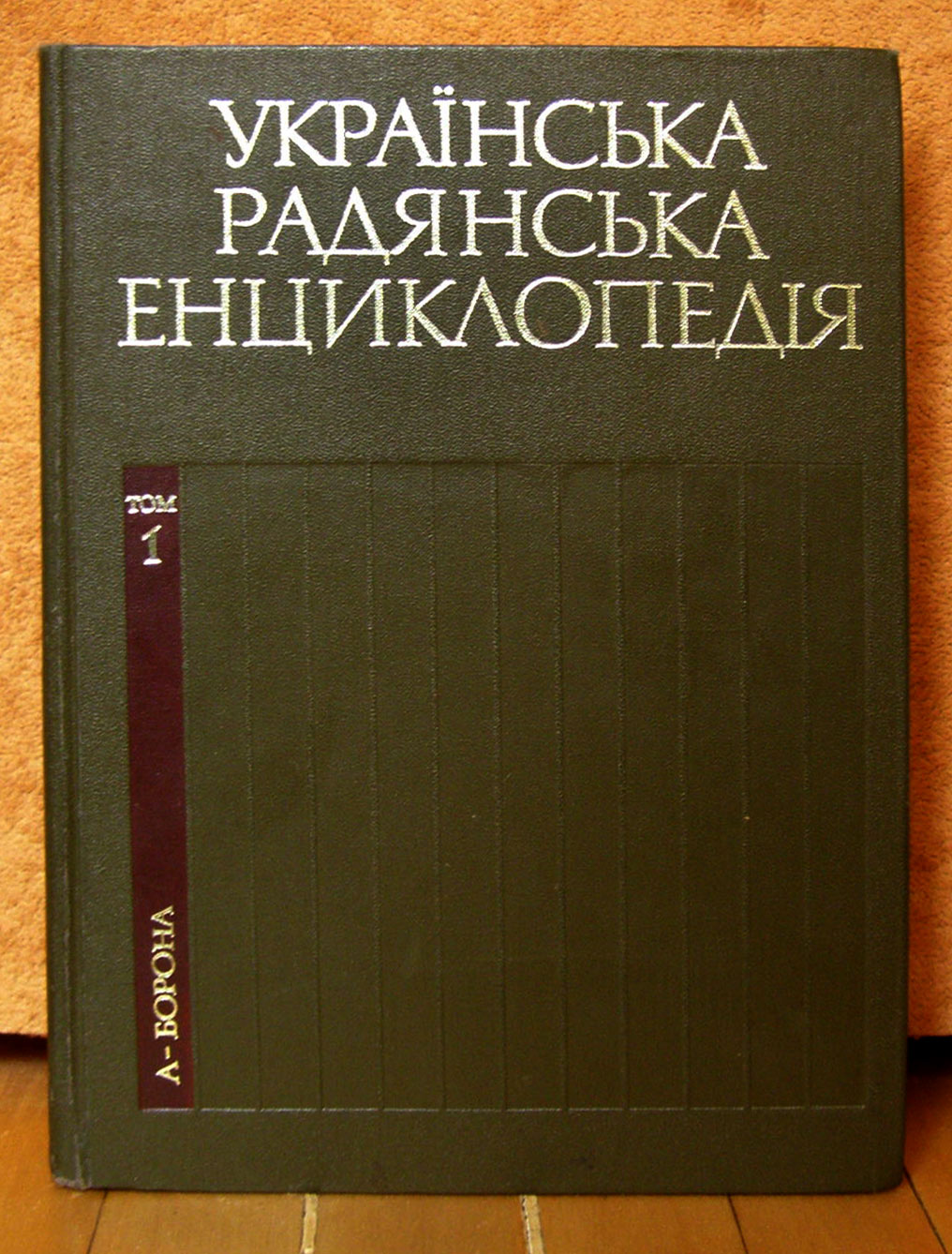
1. Band der zweiten Auflage der Ukrainischen Sowjetenzyklopädie

Die Ukrainische Sowjetenzyklopädie (ukrainisch Українська радянська енциклопедія, Ukrajinska radjanska enzyklopedija), abgekürzt auch oft URE, ist eine 17-bändige, universelle Enzyklopädie in ukrainischer Sprache. Sie ist ein eigenständiger Teil der Großen Sowjetischen Enzyklopädie.
Nachdem es Anfang der 1930er-Jahre unter dem Volksbildungsministern der Ukrainischen Sozialistischen Sowjetrepublik Mykola Skrypnyk und Wolodymyr Satonskyj bereits einen 1934 abgebrochenen Versuch gab, eine ukrainische Sowjetenzyklopädie zu veröffentlichen, wurden mit dem XX. Parteitag der KPdSU, der die Entstalinisierung einleitete, die Voraussetzungen für das Werk geschaffen. Am 18. Dezember 1957 beauftragte die Regierung der Ukrainischen SSR die Akademie der Wissenschaften der Ukrainischen SSR mit den Vorbereitungen der Enzyklopädie. Das Akademiemitglied Mykola Baschan, ein ukrainischer Dichter, Publizist und Übersetzer, erhielt die Leitung zur Erstellung der Enzyklopädie und war von 1957 bis zu seinem Tod 1983 deren Chefredakteur.
Der erste Band der Enzyklopädie erschien 1959. In den folgenden Jahren kamen jährlich zwei bis drei Bände hinzu und am 18. Februar 1966 erschien der 17. und letzte Band der Ukrainischen Sowjetenzyklopädie in Kiew. An der Publikation, die 45.000 Stichwörter enthält, waren mehr als 5000 Autoren beteiligt. Sie erschien in einer Auflage von 80.000 Exemplaren. 1967 und 1969 wurden Versionen in russischer und englischer Sprache herausgegeben.
1974 wurde mit der Veröffentlichung der zweiten Auflage begonnen. Obwohl sie lediglich aus 12 Bänden bestand, war sie mit 50.000 enthaltenen Stichwörtern umfangreicher als die erste Ausgabe, da sie drei statt zwei Spalten pro Seite enthielt. Die zweite Auflage kam 1985 zum Abschluss. 1978 bis 1985 erschien die überarbeitete russische Ausgabe der URE.
An vielen Inhalten des Lexikons ist der signifikante Einfluss der kommunistischen Ideologie zu erkennen. Beispielsweise wird die Brüderliche Einheit des ukrainischen und des großen russischen Volkes betont.
Als Nachfolger ist seit einer Reihe von Jahren vom Institut für enzyklopädische Forschung der Akademie der Wissenschaften der Ukraine eine neue Große Ukrainische Enzyklopädie in Planung, deren erster Band im März 2017 vorgestellt wurde.